# Vivir así (álbum de Mijares)
Vivir así es el decimonoveno álbum de estudio realizado por el cantante de pop mexicano Mijares. Producido por Scott Erickson, se lanzó al mercado mexicano el 25 de agosto de 2009. Es el primer trabajo musical que el cantante realiza junto con la empresa discográfica Warner, y se compone de versiones de canciones de otros artistas.

## Realización
Este álbum musical se compone de 13 canciones románticas, tomadas en consideración por el éxito obtenido en el pasado. En el mismo realiza algunos dúos con cantantes reconocidos del mercado musical latinoamericano: Ricardo Arjona, Daniela Romo, Pandora y Fela.
En este trabajo se incluye un tema grabado en inglés, siendo el primero en realizar por el artista en este idioma.

## Promoción
Desde su lanzamiento, el álbum alcanzó gran éxito en popularidad y ventas en el mercado latinoamericano, renovando de nuevo la carrera del cantante; la promoción del disco se realizó a través de la presentación del cantante en diversos programas de radio y televisión, además de un concierto en el Auditorio Nacional, así como participaciones en diversos conciertos alrededor del país.
En un inicio el álbum alcanzó un Disco de Oro por sus ventas, pero debido a la promoción consiguió también un disco de platino y permaneció por siete semanas consecutivas en la posición #3 en las listas de popularidad de diferentes radiodifusoras.  Debido a la calidad impresa por el cantante en cada tema, los críticos y el público reconocieron nuevamente a Mijares como un exponente de la balada romántica en su país. En países como Argentina, Costa Rica, Colombia y Chile  «Vivir así» logró llegar a lo más alto de las listas a finales de 2009, convirtiendo este sencillo el más exitoso del cantante en dichos territorios desde 2006. Es considerado su último trabajo más exitoso comercialmente hablando en el mercado latinoamericano en general. 

### Posicionamientos
| #  | Título      | México | Hot Latin Tracks (Estados Unidos). | Argentina | Costa Rica | Chile | Colombia | Venezuela | Ecuador |
| -- | ----------- | ------ | ---------------------------------- | --------- | ---------- | ----- | -------- | --------- | ------- |
| 1. | "Vivir así" | #3     | #10                                | #1        | #1         | #1    | #1       | #5        | #4      |

## Lista de canciones
| Vivir así | |                |          |  |
| N.º       | Título | Escritor(es)   | Duración |  |
| 1.        | «Vivir así» (Artista original: Camilo Sesto)                                                                                         |                |          |  |
| 2.        | «Mentira» (Artista original: Valeria Lynch & Hernaldo Zúñiga)                                                                        |                |          |  |
| 3.        | «Si tú supieras» (Artista original: Alejandro Fernández)                                                                             |                |          |  |
| 4.        | «Mujeres» (A dueto con: Ricardo Arjona)                                                                                              | Ricardo Arjona |          |  |
| 5.        | «Como te amé» (Artista original: Dionne Warwick, Yuri)                                                                               |                |          |  |
| 6.        | «Vuelve» (Artista original: Ricky Martin)                                                                                            |                |          |  |
| 7.        | «Hasta que me olvides» (A dueto con: Fela Artista original: Luis Miguel)                                                             |                |          |  |
| 8.        | «Quién piensa en ti» (Artista original: Gonzalo)                                                                                     |                |          |  |
| 9.        | «Para ti yo estoy» (A dueto con: Daniela Romo & Pandora Artista original: Dionne Warwick, Gladys Knight, Elton John & Stevie Wonder) |                |          |  |
| 10.       | «Puede ser genial» (Artista original: Pandora)                                                                                       |                |          |  |
| 11.       | «Un, dos, tres» (Artista original: Brian McKnight)                                                                                   |                |          |  |
| 12.       | «Vivir sin aire» (Artista original: Maná)                                                                                            |                |          |  |
| 13.       | «You are so beautiful» (Artista original: Joe Cocker)                                                                                |                |          |  |